# 10092 Sasaki
A 10092 Sasaki (ideiglenes jelöléssel 1990 VD4) a Naprendszer kisbolygóövében található aszteroida. K. Endate és Vatanabe Kazuró fedezte fel 1990. november 15-én.